# Борса Антін
Бóрса Антін (20 грудня 1905, c. Товстеньке — 12 березня 1997, Абердин) — український греко-католицький священник, освітній діяч.

## Життєпис
Антін Борса народився 1905 року в селі Товстеньке (нині Чортківського району Тернопільської области, Україна).
Навчався в Чортківській українській гімназії. 8 листопада 1921 року вступив до Василіянського Чину на новіціят у Крехівський монастир, де на облечинах отримав ім'я Атанасій. Після перших обітів (15 лютого 1924) вивчав гуманістику і риторику в Лаврівському монастирі та філософію в Кристинополі. Залишив Василіянський Чин на початку 1928 року. В 1932 році закінчив духовну семінарію в Станиславові (нині Івано-Франківськ) і висвячений на священника 8 травня 1932 року.
Служив парохом у Коропці та Буданові на Тернопільщині. В 1936 році виїхав у США. Священник, декан у Джерсі-Сіті, Філадельфії й інших містах.
Помер 12 березня 1997 року в м. Абердіні, Нью-Джерсі, похований на цвинтарі Св. Духа в Гемптонбурзі, Нью-Йорк.

## Творчість
Автор богословських праць, уклав «Календар Провидіння», брав участь у виданні збірника «Чортківська округа» (1974).